# Wienberg
Der Wienberg ist mit 67 m ü. NHN die höchste Erhebung in Oldenburg in Holstein im Kreis Ostholstein in Schleswig-Holstein.
Er liegt östlich vom Seebad Weißenhäuser Strand und westlich vom Campingplatz Blanck Eck auf dem Gelände des Truppenübungsplatz Putlos.

## Geographie

### Lage
Der Wienberg erhebt sich in der Holsteinischen Schweiz. Sein Gipfel liegt etwa 5 km nordwestlich von Oldenburg in Holstein, 6,35 km östlich vom Gut Weißenhaus und 2 km westlich von Wandelwitz, einem Ortsteil der Gemeinde Gremersdorf. Etwa 4 km westlich des Gipfels liegt das Naturschutzgebiet Wesseker See.

### Naturräumliche Zuordnung
Der Bungsberg gehört in der naturräumlichen Haupteinheitengruppe Schleswig-Holsteinisches Hügelland (Nr. 70), in der Haupteinheit
Ostholsteinisches End- und Grundmoränengebiet (703).

## Entstehung
Bei dem Bungsberg handelt es sich um eine Endmoräne, die vor etwa 150.000 Jahren in der Saaleeiszeit entstand. In der Weichseleiszeit – vor rund 10.000 Jahren – konnten die Gletscher den Berg aufgrund seiner Höhe nicht überwinden, umflossen ihn daher und bildeten damit einen Nunatak.

## Geschichte
Der Name Wienberg leitet sich von dem altpolabischen Wort wih ab das heiliger Hain bedeutet.
Die ersten Spur auf dem Wienberg ist eine Megalithanlage der Trichterbecherkultur die unter dem Namen Dolmen von Putlos bekannt ist.
Nach der Trichterbecherkultur errichteten die Wagrier ein Heiligtum für den Gott Prove auf dem Wienberg, das von Helmold von Bosau in der Helmoldi Presbyteri Bozoviensis Chronica Slavorum beschrieben wurde und vom Bischof Gerold von Oldenburg 1156 zerstört wurde.
Seit 1935 liegt der Wienberg auf dem Truppenübungsplatz Putlos.

## Sagen von Putlos
Angeblich war die 1828 abgebrochene Burg Putlos ein Zufluchtsort von Klaus Störtebeker der von hier über unterirdische Gänge unbemerkt bis zum Wienberg gelangen konnte.
Eine andere Sage lässt den wilden Jäger auf der Putloser Heide umhergehen.